# Ан, Оскар
О́скар Ан (исп. Óscar Arturo Hahn Garcés; род. 5 июля 1938, Икике) — чилийский поэт, эссеист, историк литературы, лидерская фигура «поколения шестидесятых».

## Биография
Ребёнком потерял отца. Закончил Чилийский университет, получил специальность «преподаватель испанского языка». В 1971—1972 учился в Айове, получил степень магистра. После военного переворота 1973 года был арестован, заключен в тюрьму. После освобождения в 1974 выехал в США. Получил докторскую степень в Мэрилендском университете, стал профессором Айовского университета. Автор книг о фантастической новелле в литературах Латинской Америки, монографии о Висенте Уидобро.

## Книги стихов
- Эта чёрная роза/ Esta rosa negra (1961, премия Союза писателей Чили)
- Suma poética (1965)
- Agua final (1967)
- Искусство умирания/ Arte de morir (1977)
- Mal de amor (1981)
- Imágenes nucleares (1983)
- Flor de enamorados (1984)
- Estrellas fijas en un cielo blanco (1988)
- Tratado de sortilegios (1992)
- Versos robados (1995)
- Antología virtual (1996)
- Antología retroactiva (1998)
- Poemas de amor (2001)
- Apariciones profanas (2002)
- Открыв и закрыв глаза/ En un abrir y cerrar de ojos (2006, поэтическая премия имени Хосе Лесамы Лимы)
- Pena de vida (2008)
- La primera oscuridad (2011)

## Признание
Член-корреспондент Чилийской академии языка (1991). Лауреат множества премий, включая премию Национального книжного совета (2006), Ибероамериканскую поэтическую премию Пабло Неруды (2011), Национальную премию Чили по литературе (2012).